# Truth (singel Darii)
Truth – singel polskiej piosenkarki Darii. Singel został wydany 31 marca 2023.
Kompozycja znalazła się na 11. miejscu listy OLiA, najczęściej odtwarzanych utworów w polskich rozgłośniach radiowych.

## Geneza utworu i historia wydania
Utwór napisali i skomponowali Daria Marcinkowska, Maciej Puchalski, Kevin Zuber i Duncan Townsend, natomiast za produkcję piosenki odpowiadają Pelican.
Singel ukazał się w formacie digital download 31 marca 2023 w Polsce za pośrednictwem wytwórni płytowej Pelican Songs w dystrybucji Universal Music Polska.
2 kwietnia 2023 piosenka została zaprezentowana telewidzom stacji TVP2 w programie Pytanie na śniadanie.
Utwór znalazł się na polskiej składance Hity na czasie: Wiosna 2023 (wydana 21 kwietnia 2023).

## „Truth” w stacjach radiowych
Nagranie było notowane na 11. miejscu w zestawieniu OLiA, najczęściej odtwarzanych utworów w polskich rozgłośniach radiowych.

## Teledysk
Do utworu powstał teledysk w reżyserii Dawida Ziemby, który udostępniono 1 kwietnia 2023 za pośrednictwem serwisu YouTube.

## Lista utworów
- Digital download[2]

1. „Truth” – 2:56

## Notowania

### Pozycja na liście airplay
| Kraj   | Lista (2023)                   | Najwyższa pozycja |
| ------ | ------------------------------ | ----------------- |
| Polska | OLiS – oficjalna lista airplay | 11                |